# La otra conquista
La otra conquista è un film messicano del 1999 scritto e diretto da Salvador Carrasco, prodotto da Alvaro Domingo ed il cui produttore esecutivo è stato il celebre tenore Plácido Domingo.
Il film è un dramma sulle conseguenze della conquista dell'impero azteco del 1520, raccontata dalla prospettiva degli Aztechi. Analizza i mutamenti sociali, religiosi e psicologici del processo storico di colonizzazione del continente americano, e ricorda l'attuale neocolonialismo. Viene considerato dai migliori critici (come Kevin Thomas, Richard Nilsen, Larry Ratliff ed altri) come una delle migliori esplorazioni cinematografiche degli effetti della colonizzazione, ed anche "uno dei lungometraggi debuttanti più sorprendenti nella recente memoria". La otra conquista descrive la complessa fusione che avvenne tra fede cattolica portata in Messico dagli spagnoli ed i culti aztechi dei nativi americani.

## Analisi
È il maggio 1520 nel vasto impero azteco, un anno dopo che il conquistador spagnolo Hernán Cortés giunse in Messico. La otra conquista si apre con il grande massacro del Templo Mayor di Tenochtitlán (quella che oggi si chiama Città del Messico). Il suolo sacro si ricoprì di innumerevoli cadaveri di sacerdoti e nobili colpiti dalle armate spagnole di Cortés. Il solo sopravvissuto è un giovane scriba indiano di nome Topiltzin (Damián Delgado). Topiltzin, figlio illegittimo dell'imperatore Montezuma, riuscì a sopravvivere nascondendosi sotto un cumulo di corpi. Come risvegliandosi da un sogno, il ragazzo si rialza tra i morti scoprendo che la madre è stata uccisa, che gli spagnoli sono al potere, e che è iniziata una nuova era per la sua terra. Un Nuovo Mondo con strani capi, lingue, usanze... e Dio. A rappresentare il Nuovo Ordine è il frate spagnolo Diego (José Carlos Rodríguez). La sua missione è quella di convertire i "selvaggi" nativi trasformandoli in cristiani civilizzati, sostituendo i loro sacrifici umani e le divinità piumate con il Cristianesimo e la devozione alla beata Vergine Maria. Con Topiltzin, fra' Diego affronta la sua più dura sfida spirituale e personale quando l'azteco viene catturato dagli spagnoli e condotto davanti a Cortés (Iñaki Aierra); il conquistador spagnolo mette la conversione di Topiltzin nelle mani di fra' Diego. Il vecchio mondo si confronta col nuovo, mentre Topiltzin lotta per mantenere il proprio credo religioso, rivaleggiando con fra' Diego che vorrebbe imporgli il suo. Inoltre, nel corso del film, una nuova domanda si fa strada: Chi sta in realtà convertendo chi?

## Trama
L'8 novembre 1519 il conquistador spagnolo Hernan Cortés ed il suo piccolo esercito entrano nella capitale azteca di un vasto impero, dove vengono amichevolmente accolti dall'imperatore Montezuma. In due anni la civiltà azteca è completamente destrutturata. I sopravvissuti hanno perso le loro famiglie, le case, la lingua, i templi e gli dei.
Nel 1526 Topiltzin è ancora un puro azteco, proseguendo nel culto di Tonantzin, basato sulla Grande Madre azteca. Uno squadrone spagnolo guidato dal capitano Cristóbal (Honorato Magaloni) e da fra' Diego (José Carlos Rodríguez) scopre il sacrificio umano clandestino di una bella principessa azteca, e due stili di vita incompatibili si scontrano, facendo esplodere la violenza. Topiltzin riesce a scappare facendo credere a fra' Diego di essere interessato alla statua della Madonna. Viene alla fine catturato e presentato ad Hernan Cortés (Iñaki Aierra), da poco tornato da una maledetta campagna contro Las Hibueras (l'odierno Honduras). Nel tentativo di creare un impero ibrido, Cortés aveva sposato la figlia di Montezuma ed erede al trono, la famosa Tecuichpo (Elpidia Carrillo), usandola come interprete. Lei gli rivela che Topiltzin è il suo fratellastro, ed uno scettico Cortés gli risparmia la vita, chiedendogli in cambio di convertirsi alla fede spagnola con l'aiuto di Tecuichpo (da ora chiamata Doña Isabel) e di fra' Diego. Dopo essere stato sottoposto ad un brutale rito di conversione, Topiltzin (ora chiamato Tomás) viene rinchiuso nel monastero di Nostra Signora della Luce.
Cinque anni dopo (1531), sotto la tutela di fra' Diego, Tomás lotta per unire i due mondi molto diversi, ma che condividono alcune verità. Fra' Diego capisce che Tomás e Doña Isabel stanno manomettendo la corrispondenza tra Cortés e re Carlo V. Le cose peggiorano ulteriormente quando fra' Diego li scopre ad amoreggiare nel monastero, nel disperato tentativo di dare un seguito alla propria razza. Fra' Diego si incarica di salvare l'anima di Tomás, e chiede a Cortés di vietare a Doña Isabel di tornare al monastero. Una Doña Isabel incinta viene chiusa in prigione.
La dura mancanza della sorellastra erode quello che resta del mondo di Tomás. Cade in depressione e si ammala. Una suora indiana (Zaide Silvia Gutiérrez) usa rimedi medievali per curarlo, ma questo fa solo in modo che gli attacchi febbrili si trasformino in allucinazioni che mischiano il suo immaginario cristiano ed azteco. Tomás ha una visione in cui la Vergine Maria dice di essere anche la Grande Madre azteca.
L'arrivo della statua della Vergina Maria nel monastero, regalo di Cortés a fra' Diego, porta Tomás a venerare con convinzione la Madonna come sostituto di tutto quello che ha perso.
La conversione dell'indiano è reale? O Tomás sta tentando di mantenere il proprio credo mascherandolo da cristianesimo? Riuscirà a mantenere l'integrità mentale? Queste domande cominciano a girare in testa al frate, e nonostante tenti in tutti i modi di impedire a Tomás di entrare in sacrestia, alla fine sceglie di fare decidere alla provvidenza se la missione di Tomás è o meno legittima.

## Produzione
La otra conquista stabilì nuovi record al botteghino per il suo rilascio nel 1999 in Messico operato dalla 20th Century Fox. Quando fu trasmesso a Los Angeles l'anno seguente, incassò 1 milione di dollari e fu scelto come uno dei migliori 10 film del 2000 nella classifica del Los Angeles Times. Nell'estate del 2007 il film è stato trasmesso in altre città degli Stati Uniti, e fu venduto in DVD nell'ottobre del 2007. Tra gli extra si trovano il commento del regista Salvador Carrasco e 15 scene eliminate.

## Creazione e produzione
L'idea di La otra conquista venne al regista Salvador Carrasco, nativo di Città del Messico, durante gli ultimi anni come studente di cinematografia presso la Tisch School of the Arts della New York University, e per la precisione il 13 agosto 1991, 470º anniversario della caduta di Tenochtitlán, capitale azteca.
Fu alla New York University che Carrasco incontrò l'amico e futuro produttore Alvaro Domingo, figlio del leggendario tenore Plácido Domingo. Dopo un periodo di intense ricerche, Carrasco scrisse una sceneggiatura incentrata su un giovane scriba azteco e sulla sua conversione coatta al cattolicesimo per mano degli spagnoli invasori. Domingo fu subito preso dalla storia quando Carrasco ne parlò con lui in un ristorante di Città del Messico, e decise di prendere il cortometraggio trasformandolo in un film completo.
La ricerca dei fondi necessari si dimostrò dura. Il film fu rifiutato da tre diverse amministrazioni dell'Istituto messicano per il cinema (IMCINE). Carrasco fu anche rimproverato per il fatto di volere nel cast un puro indigeno come protagonista. Dopo i rifiuti iniziali, Carrasco e Domingo cercarono finanziamenti indipendenti, compresi quelli dello stesso Plácido Domingo che divenne produttore esecutivo. Altri soldi giunsero dal filantropo messicano Manuel Arango, che aveva sponsorizzato anche gli studi di Carrasco a New York. Altri fondi giunsero da investitori privati e dalle istituzioni pubbliche messicane.
Iniziò il casting, e non ci volle molto per trovare un perfetto attore che potesse interpretare Topiltzin. Damián Delgado, nativo di Oaxaca, aveva già una carriera di ballerino teatrale professionista.
Le riprese durarono sette anni, a causa dei fondi e della crisi che colpì il Messico negli anni novanta. Le riprese si svolsero in numerosi posti, tra cui la piramide di Tenayuca (nel cuore di Città del Messico), il sito archeologico di Xochicalco e la Hacienda de Santa Mónica. La moglie di Carrasco, Andrea Sanderson, una violinista che aveva studiato alla Juilliard School, si unì alla produzione. Piazze coloniali e grotte furono scoperte ed usate per aggiungere effetti al film, donandogli un'autentica aura di realtà.
Per la musica, Salvador Carrasco assunse i compositori classici Samuel Zyman e Jorge Reyes, rinomati per il loro lavoro con la musica indigena. Plácido Domingo contribuì con il canto di un'aria, la Mater Aterna, con musica di Zyman e parole di Carrasco, che si può sentire durante i titoli di coda.